# Iliá Ivaniuk
Iliá Dmitríyevich Ivaniuk (en ruso: Илья Дмитриевич Иванюк, Krasny, 9 de marzo de 1993) es un deportista ruso que compite en atletismo, especialista en el salto de altura.
Ganó una medalla de bronce en el Campeonato Mundial de Atletismo de 2019 y una medalla de bronce en el Campeonato Europeo de Atletismo de 2018.

## Palmarés internacional
| Campeonato Mundial | Campeonato Mundial | Campeonato Mundial | Campeonato Mundial |
| Año                | Lugar              | Medalla            | Prueba             |
| ------------------ | ------------------ | ------------------ | ------------------ |
| 2019               | Doha (Catar)       | Medalla de bronce  | Salto de altura    |
| Campeonato Europeo |                    |                    |                    |
| Año                | Lugar              | Medalla            | Prueba             |
| 2018               | Berlín (Alemania)  | Medalla de bronce  | Salto de altura    |